# Sirens Call (chanson)
Pour les articles homonymes, voir Sirens Call.
Singles de Cats on Trees
Love You Like a Love Song
(2014)
Sirens Call est le premier single du groupe français Cats on Trees extrait en 2013 de leur premier album Cats on Trees (2013).

## Signification de la chanson et thème traité
La chanson joue sur l'ambivalence du terme « Sirens », qui existe en langue anglaise comme en français :
- « Sirens Call » peut faire référence aux sirènes, créatures légendaires issues de la mythologie ; la traduction est alors « l'Appel des Sirènes » ou « le Chant des Sirènes » ;
- « Sirens Call » peut faire référence aux sirènes, appareils sonores (sirène d'une voiture de pompiers, de police ; sirène d'usine ; sirène d'alerte ; sirène de secours) : dans ce cas plus prosaïque, Sirens Call signifie « la sonnerie des sirènes » ou « l'appel des sirènes » au sens d'une alerte donnée.

## Classements hebdomadaires
| Classement (2013-14)                    | Meilleure position |
| --------------------------------------- | ------------------ |
| Belgique (Wallonie Ultratop 50 Singles) | 5                  |
| France (SNEP)                           | 3                  |
| Suisse (Schweizer Hitparade)            | 44                 |